# Wybory parlamentarne w Danii w 1984 roku
Wybory parlamentarne w Danii w 1984 roku zostały przeprowadzone 10 stycznia 1984. Wybory wygrała lewicowa partia Socialdemokraterne zdobywając 29,3% głosów, co dało partii 56 mandatów w 179-osobowym Folketingu. Frekwencja wynosiła 88,4%
| Partia                          | % głosów | liczba mandatów |
| ------------------------------- | -------- | --------------- |
| Socialdemokraterne              | 31,6%    | 56              |
| Konserwatywna Partia Ludowa     | 23,4%    | 42              |
| Venstre                         | 12,1%    | 22              |
| Socjalistyczna Partia Ludowa    | 11,5%    | 21              |
| Det Radikale Venstre            | 5,5%     | 10              |
| Centro-Demokraci                | 4,6%     | 8               |
| Partia Postępu                  | 3,6%     | 6               |
| Lewicowi Socjaliści             | 2,7%     | 5               |
| Chrześcijańscy Demokraci        | 2,7%     | 5               |
| Wspólna Droga                   | 2,2%     | 4               |
| Partia Sprawiedliwości          | 1,5%     | -               |
| Komunistyczna Partia Danii      | 0,7%     | -               |
| Socjalistyczna Partia Pracy     | 0,1%     | -               |
| Partia Marksistowsko-Leninowska | 0        | -               |